# Gelbschnabelliest

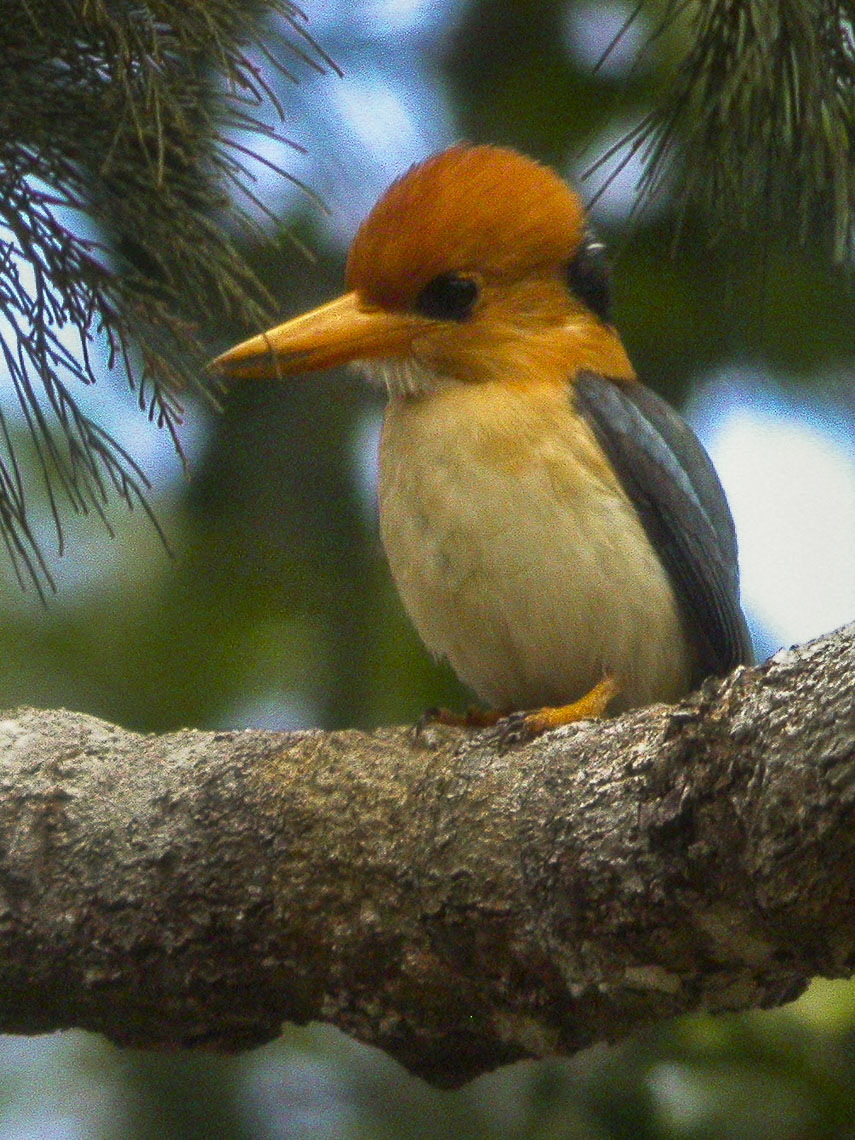
Gelbschnabelliest auf Papua-Neuguinea, Männchen

Der Gelbschnabelliest (Syma torotoro) ist ein in Neuguinea und auf der Kap-York-Halbinsel vorkommender Vogel aus der Familie der Eisvögel.

## Beschreibung

### Aussehen
Adulte Gelbschnabellieste erreichen eine Länge von ca. 20 Zentimetern. Das Gewicht der Männchen variiert zwischen 32 und 50 Gramm. Weibchen wiegen zwischen 30 und 52 Gramm. Zwischen den Geschlechtern besteht ein schwacher Sexualdimorphismus. Bei den Männchen sind der Kopf und der Kragen orange gelb bis zimtrot gefärbt. Die Federn der Krone werden zuweilen aufgestellt. Im Nacken hebt sich ein schwarzer Fleck ab. Brust und Bauch sind cremefarben. Die Flügel und der Rücken sind dunkel grünblau, die Steuerfedern blau. Die Weibchen zeigen ähnliche Zeichnungsmuster wie die Männchen. Sie unterscheiden sich in erster Linie durch den schwarz gefärbten Oberkopf. Der Schnabel ist bei beiden Geschlechtern leuchtend gelb, die Iris ist dunkelbraun, Beine und Füße sind gelblich.

### Lautäußerungen
Die Lautäußerungen des Gelbschnabelliest bestehen aus einer Folge lauter, klarer und kurzer Triller, in absteigender Sequenz vorgetragen, die ein bis zwei Sekunden andauern. Zuweilen werden auch für fünf bis sechs Sekunden lange Triller auf konstanter Tonhöhe und am Ende mit verringerter Lautstärke vorgetragen.

## Verbreitung und Lebensraum
Der Gelbschnabelliest kommt in Neuguinea und auf der Kap-York-Halbinsel vor. Er besiedelt bevorzugt Regen- und Mangrovenwälder, zuweilen auch Kautschukplantagen. Die Höhenverbreitung reicht in der Regel bis auf 500, in Ausnahmen bis auf 1300 Meter.

## Unterarten
Neben der in Neuguinea vorkommenden Nominatform Syma torotoro torotoro sind zwei weitere Unterarten bekannt:
- Syma torotoro ochracea Rothschild & Hartert, E, 1901, auf den D’Entrecasteaux-Inseln
- Syma torotoro flavirostris (Gould, 1850), auf der Kap-York-Halbinsel

## Lebensweise
Die Vögel ernähren sich in erster Linie von Insekten, Wenigborstern (Oligochaeta) und kleinen Reptilien. Beobachtungen in Neuguinea zeigten, dass 73 % der Nahrung vom Boden, 18 % aus dem Blätterwerk und 9 % aus der Luft gesammelt wird. Nester werden von beiden Eltern in Höhen zwischen drei und 15 Metern hinter selbst gegrabenen Tunneln in auf Bäumen befindlichen Termitenhügeln, selten auch in Baumhöhlen angelegt und aktiv verteidigt. Das Gelege besteht aus einem bis zu vier Eiern. Die Eier sind weiß. Weitere Details zum Brutverhalten müssen noch erforscht werden.

## Gefährdung
Der Gelbschnabelliest ist in seinen Verbreitungsgebieten nicht selten. Er wird demzufolge von der Weltnaturschutzorganisation IUCN als  „least concern = nicht gefährdet“ klassifiziert.